# Chung kết giải vô địch bóng đá thế giới các câu lạc bộ 2023
Chung kết giải vô địch bóng đá thế giới các câu lạc bộ 2023 là trận đấu cuối cùng của Giải vô địch bóng đá thế giới các câu lạc bộ 2023, một giải đấu bóng đá quốc tế cấp câu lạc bộ do Ả Rập Xê Út tổ chức. Đây là trận chung kết thứ 20 trong khuôn khổ giải vô địch thế giới các câu lạc bộ, một giải đấu do FIFA tổ chức giữa những câu lạc bộ vô địch từ 6 liên đoàn liên lục địa (mỗi liên đoàn cử một đội đại diện), cũng như các nhà vô địch quốc gia của nước chủ nhà. 
Trận đấu diễn ra tại King Abdullah Sports City ở Jeddah vào ngày 22 tháng 12 năm 2023  được so tài giữa câu lạc bộ Anh Manchester City, đại diện UEFA với tư cách là nhà đương kim vô địch UEFA Champions League với câu lạc bộ Brazil Fluminense, đại diện cho CONMEBOL với tư cách là nhà đương kim vô địch Copa Libertadores.
Manchester City giành chiến thắng với tỷ số 4–0 để giành chức vô địch FIFA Club World Cup lần đầu tiên của họ.

## Những đội tham dự
Trong bảng dưới đây, các trận chung kết từ 2005 trở về trước, giải gắn với tên gọi FIFA Club World Championship, kể từ 2006 trở đi giải mới có tên gọi là FIFA Club World Cup.
| Đội bóng        | Liên đoàn | Điều kiện tham dự                     | Các trận chung kết vô địch thế giới của mỗi đội trong quá khứ (in đậm chỉ đội vô địch) |
| --------------- | --------- | ------------------------------------- | -------------------------------------------------------------------------------------- |
| Manchester City | UEFA      | Vô địch UEFA Champions League 2022–23 | Không có                                                                               |
| Fluminense      | CONMEBOL  | Vô địch Copa Libertadores 2023        | Không có                                                                               |

Ghi chú: Ngày 27 tháng 10 năm 2017, FIFA chính thức công nhận các nhà vô địch của Cúp Liên lục địa là những nhà vô địch thế giới cấp câu lạc bộ, nhằm tạo công bằng với FIFA Club World Cup.
- IC: Cúp Liên lục địa (1960–2004)
- FCWC: Chung kết FIFA Club World Cup (2000, 2005–nay)

## Đường đến trận chung kết
| Manchester City    | Manchester City | Đội bóng                                          | Fluminense | Fluminense |
| ------------------ | --------------- | ------------------------------------------------- | ---------- | ---------- |
| Đối thủ            | Kết quả         | Giải vô địch bóng đá thế giới các câu lạc bộ 2023 | Đối thủ    | Kết quả    |
| Urawa Red Diamonds | 3–0             | Bán kết                                           | Al Ahly    | 2–0        |

## Trận đấu

### Kết quả chi tiết
| Manchester City                                 | 4–0      | Fluminense |
| ----------------------------------------------- | -------- | ---------- |
| - Álvarez 1', 88' - Nino 27' (l.n.) - Foden 72' | Chi tiết |            |

| Manchester City | Fluminense |

| GK               | 31 | Ederson          |  |     |
| RB               | 2  | Kyle Walker (c)  |  |     |
| CB               | 3  | Rúben Dias       |  |     |
| CB               | 5  | John Stones      |  | 74' |
| LB               | 6  | Nathan Aké       |  | 81' |
| CM               | 82 | Rico Lewis       |  | 60' |
| CM               | 16 | Rodri            |  | 74' |
| RW               | 20 | Bernardo Silva   |  |     |
| AM               | 47 | Phil Foden       |  | 81' |
| LW               | 10 | Jack Grealish    |  |     |
| CF               | 19 | Julián Álvarez   |  |     |
| Dự bị:           |    |                  |  |     |
| GK               | 18 | Stefan Ortega    |  |     |
| GK               | 33 | Scott Carson     |  |     |
| DF               | 21 | Sergio Gómez     |  |     |
| DF               | 24 | Joško Gvardiol   |  | 74' |
| DF               | 25 | Manuel Akanji    |  | 74' |
| DF               | 68 | Max Alleyne      |  |     |
| MF               | 4  | Kalvin Phillips  |  |     |
| MF               | 8  | Mateo Kovačić    |  | 60' |
| MF               | 27 | Matheus Nunes    |  | 81' |
| MF               | 52 | Oscar Bobb       |  | 81' |
| MF               | 76 | Mahamadou Susoho |  |     |
| FW               | 92 | Micah Hamilton   |  |     |
| Huấn luyện viên: |    |                  |  |     |
| Pep Guardiola    |    |                  |  |     |

| GK               | 1  | Fábio              |     |     |
| RB               | 2  | Samuel Xavier      |     |     |
| CB               | 33 | Nino (c)           |     | 74' |
| CB               | 30 | Felipe Melo        |     | 60' |
| LB               | 12 | Marcelo            | 57' | 60' |
| CM               | 7  | André              |     |     |
| CM               | 8  | Matheus Martinelli |     |     |
| RW               | 21 | Jhon Arias         |     |     |
| AM               | 10 | Ganso              |     | 60' |
| LW               | 11 | Keno               |     | 46' |
| CF               | 14 | Germán Cano        |     |     |
| Dự bị:           |    |                    |     |     |
| GK               | 22 | Pedro Rangel       |     |     |
| GK               | 98 | Vitor Eudes        |     |     |
| DF               | 4  | Marlon             |     | 74' |
| DF               | 23 | Guga               |     |     |
| DF               | 40 | Diogo Barbosa      |     | 60' |
| DF               | 44 | David Braz         |     |     |
| MF               | 5  | Alexsander         | 68' | 60' |
| MF               | 20 | Danielzinho        |     |     |
| MF               | 29 | Thiago Santos      |     |     |
| MF               | 45 | Lima               |     | 60' |
| FW               | 9  | John Kennedy       | 84' | 46' |
| FW               | 38 | Yony González      |     |     |
| Huấn luyện viên: |    |                    |     |     |
| Fernando Diniz   |    |                    |     |     |

| Cầu thủ xuất sắc nhất trận: Julián Álvarez (Manchester City) Trợ lý trọng tài: Tomasz Listkiewicz (Ba Lan) Adam Kupsik (Ba Lan) Trọng tài thứ tư: Jesús Valenzuela (Venezuela) Trợ lý trọng tài dự bị: Tulio Moreno (Venezuela) Trợ lý trọng tài video: Tomasz Kwiatkowski (Ba Lan) Trợ lý trọng tài hỗ trợ video: Juan Soto (Venezuela) Jorge Urrego (Venezuela) Juan Lara (Chile) | Luật trận đấu - 90 phút (chính thức). - 30 phút hiệp phụ nếu tỷ số hòa trong thời gian thi đấu chính thức. - Đá luân lưu 11m nếu hòa trong cả thời gian thi đấu chính thức và hiệp phụ. - Tối đa 12 cầu thủ trên ghế dự bị. - Tối đa thay đổi 5 người, tăng lên 6 trong hiệp phụ. |